# Störung des Sozialverhaltens
Störungen des Sozialverhaltens sind psychische Störungen und Verhaltensweisen bei Kindern und Jugendlichen, bei denen die grundlegenden Rechte anderer oder wichtige altersentsprechende Erwartungen verletzt werden. Die internationale Klassifikation der Krankheiten (ICD-10) versteht darunter ein sich wiederholendes und andauerndes Muster dissozialen, aggressiven oder aufsässigen Verhaltens.

## Klassifizierung
Nach ICD-10
Im ICD-10 der WHO sind alle international anerkannten Krankheiten aufgelistet und verschlüsselt. Die Störung des Sozialverhaltens wurde dort in unterschiedliche Untergruppen aufgeteilt, da es bedeutsame Unterschiede in der Ausprägung gibt, die auch diagnostisch sowie für die Prognose eine Rolle spielen:
- F91 Störung des Sozialverhaltens
  - F91.0 Auf den familiären Rahmen beschränkte Störung des Sozialverhaltens
  - F91.1 Störung des Sozialverhaltens bei fehlenden sozialen Bindungen
  - F91.2 Störung des Sozialverhaltens bei vorhandenen sozialen Bindungen
  - F91.3 Störung des Sozialverhaltens mit oppositionellem, aufsässigem Verhalten
  - F91.8 Sonstige Störungen des Sozialverhaltens
  - F91.9 Störung des Sozialverhaltens, nicht näher bezeichnet

(Von diesem Störungsbild ausgenommen ist: F90.1 Hyperkinetische Störung mit Störung des Sozialverhaltens. Die Hyperkinetische Störung entspricht dabei dem Aufmerksamkeitsdefizit- und Hyperaktivitätssyndrom (ADHS) des DSM.)
Ebenfalls als eigene Gruppe von Störungen gelten:
- F92 Kombinierte Störung des Sozialverhaltens und der Emotionen
  - F92.0 Störung des Sozialverhaltens mit depressiver Störung
  - F92.8 Sonstige kombinierte Störung des Sozialverhaltens und der Emotionen
  - F92.9 Kombinierte Störung des Sozialverhaltens und der Emotionen, nicht näher bezeichnet

Im DSM-IV TR, dem Manual psychischer Störungen der Amerikanischen Psychiatervereinigung APA (American Psychiatric Association), werden „Verhaltensstörungen“ bei Kindern und Jugendlichen weiter aufgefasst als im Manual der WHO. So werden als Leitsymptome auch relativ leichte Verletzungen sozialer Normen zugelassen.
Beschreibung der einzelnen Untergruppen
- Auf den familiären Rahmen bezogene Störung des Sozialverhaltens: Das abnorme Verhalten ist hierbei fast völlig auf die Mitglieder der Kernfamilie begrenzt oder im häuslichen Rahmen zu finden.
- Störung des Sozialverhaltens bei fehlenden sozialen Bindungen: Zu den o. g. Leitsymptomen kommt eine deutliche und umfassende Beeinträchtigung der Beziehungen zu Gleichaltrigen sowie meist auch zu Erwachsenen.
- Störung des Sozialverhaltens bei vorhandenen sozialen Bindungen: Die Einbindung zu Gruppen von Gleichaltrigen ist intakt. Dabei handelt es sich oft um dissoziale oder delinquente Gleichaltrige. Die Beziehungen zu Erwachsenen sind zumeist schlecht.
- Störung des Sozialverhaltens mit oppositionellem, aufsässigen Verhalten: Typisch ist diese Form der Störung bei Kindern unter 10 Jahren. Sie ist durch ein deutlich aufsässiges, ungehorsames und trotziges Verhalten gekennzeichnet. Bei niedriger Frustrationstoleranz sind Wutausbrüche oft vorzufinden. Das Verhalten ist meist gegen Erwachsene gerichtet.
- Kombinierte Störung des Sozialverhaltens und der Emotionen: Hier müssen zu den Leitsymptomen der Störung des Sozialverhaltens zusätzlich Symptome einer altersspezifischen emotionalen Störung, einer erwachsenentypischen neurotischen Störung oder einer affektiven Störung erfüllt sein. Depressionen sind hier sehr häufig anzutreffen.

## Häufigkeit
Im Grundschulalter beträgt die Prävalenz etwa 1–2 Prozent, im Jugendalter zwischen 4 und 6 Prozent. Die Raten sind dabei wahrscheinlich in den letzten Jahren angestiegen. In Städten sind sie höher als auf dem Land. Der Anteil an Störungen des Sozialverhaltens in der späten Kindheit bei psychiatrischen Behandlungsfällen beträgt etwa 50 Prozent.
Häufig werden delinquente Handlungen von offiziellen Statistiken nicht erfasst. Das Dunkelfeld (also die nicht erfassten Straftaten) ist wesentlich höher. Bei anonymen Befragungen wird von fast allen 14-jährigen Jungen eingeräumt, Handlungen begangen zu haben, die gegen geltende Rechtsnormen verstoßen. Insgesamt sind Jungen etwa 4- bis 5-mal häufiger betroffen als Mädchen.

## Diagnose
Um eine Diagnose nach dem ICD-10 stellen zu können, müssen verschiedene Voraussetzungen erfüllt sein. Das heißt, das Kind oder der Jugendliche muss über einen Zeitraum von sechs Monaten aufsässiges oder aggressives Verhalten zeigen.

### Leitsymptome
- Deutliches Maß an Ungehorsam, Streiten oder Tyrannisieren
- Ungewöhnlich häufige oder schwere Wutausbrüche
- Grausamkeit gegenüber anderen Menschen oder Tieren
- Erhebliche Destruktivität gegenüber Eigentum
- Zündeln
- Stehlen
- Häufiges Lügen
- Schuleschwänzen
- Weglaufen von zu Hause

Bei entsprechender Schwere der Symptome, wie beispielsweise das wiederholte mutwillige Zerstören von Eigentum anderer, kann auch ein Einziges der genannten Leitsymptome für die Diagnose ausreichen. Einzelne dissoziale oder kriminelle Handlungen dagegen, wie das einmalige Stehlen von Kaugummi, oder eine kleinere Prügelei auf dem Schulhof rechtfertigen noch keine Diagnose. Wichtig ist, dass die Häufigkeit und Ernsthaftigkeit über normale Dummheiten oder Streiche von Kindern und Jugendlichen hinausgehen.
In vielen Fällen ist das Verhalten von Gefühllosigkeit und Boshaftigkeit sowie von einem Mangel an Reue gekennzeichnet.
Ist das Kind oder der Jugendliche Mitglied einer Bande und zeigt er keine psychiatrischen Auffälligkeiten, kann die Diagnose ebenfalls nicht gestellt werden.

### Komorbidität
Eine sehr häufige Komorbidität findet sich in der Aufmerksamkeitsdefizit- und Hyperaktivitätsstörung (ADHS) und dem Substanzmittelmissbrauch von Alkohol, Drogen und Medikamenten. Weitere kormorbide Störungen sind depressive Störungen, phobische oder Angststörungen, Suizidalität sowie paranoide Zuschreibungen.

## Häufigkeit
Die Störungen des Sozialverhaltens sind die häufigsten Diagnosen in der Kinder- und Jugendpsychiatrie. Untersuchungen haben gezeigt, dass 8 Prozent der Jungen und 3 Prozent der Mädchen im Alter zwischen 4 und 16 Jahren an einer Störung des Sozialverhaltens leiden. In der Adoleszenz steigt dieser Anteil bei Jungen sogar auf bis zu 16 Prozent. Der Höhepunkt des Auftretens liegt bei etwa 17 Jahren, geht später aber stark zurück. Gewalt- und Eigentumsdelikte gehen meistens auf männliche Jugendliche zurück.

## Ursachen
Insgesamt scheinen bei der Entstehung von Störungen des Sozialverhaltens ungünstige psychosoziale Einflussfaktoren, insbesondere aus dem familiären Umfeld, von entscheidender Bedeutung zu sein. Es ist belegt, dass Familien, welche „ihren Kindern Zuneigung entgegenbringen, die moralische Grundsätze klar zum Ausdruck bringen und von ihren Kindern verlangen, sich daran zu halten, die Bestrafung gerecht und konsistent einsetzen und ihr Verhalten erklären und begründen“, in der Regel keine verhaltensgestörten Kinder aufziehen.
Ein weiteres Modell zur Entwicklung der Störung des Sozialverhaltens besagt, dass hier die Kombination von verschiedenen Faktoren ein Auftreten der Störung begünstigt und das vermehrte Auftreten ungünstiger Entwicklungsbedingungen auch eine Aussage über den Verlauf der Störung zulässt.  Hier spielen sowohl ungünstige Temperamentsfaktoren beim Kind (motorische Unruhe, Impulsivität und Aufmerksamkeitsstörungen) als auch die Neigung des Kindes zu sozialen Regelübertretungen zum Erreichen eigener Ziele, oder um den Selbstwert zu steigern, eine Rolle.
Im familiären Umfeld sind besonders emotionale Vernachlässigung, das Miterleben elterlicher Streitigkeiten sowie ein Gewalt androhender oder Gewalt anwendender Erziehungsstil ungünstig. Ebenso wirken sich Verhaltensstörungen der Eltern erschwerend aus. Hier können Regelübertretungen und dissoziale Verhaltensweisen ungünstig wirken. Auch konnte bei den Störungen des Sozialverhaltens nachgewiesen werden, dass insbesondere Jugendliche, die ein gewalttätiges Verhalten zeigen, häufig als Kinder von ihren Eltern oder anderen Bezugspersonen körperlich und/oder sexuell misshandelt wurden. Zusätzlich werden auch Partnerprobleme sowie dominantes Verhalten einer Bezugsperson als bedeutsame Risikofaktoren genannt. Ebenso bedeutsam scheinen ein ablehnendes oder inkonsistentes Beziehungsmuster, das Fehlen von Wärme, Akzeptanz und emotionaler Unterstützung zu sein. Psychiatrisch auffällige Familienmitglieder stellen einen weiteren Risikofaktor dar. Hier sind insbesondere Delinquenz, Alkoholabhängigkeit, affektive Störungen, Schizophrenie und Aktivitäts- und Aufmerksamkeitsstörungen bedeutsam, die häufig in den Familien von betroffenen Jugendlichen und Kindern vorgefunden werden.
Neben diesen persönlichen Risikofaktoren in den Familien Betroffener spielen weitere Risikofaktoren eine Rolle. Psychosoziale Faktoren wie Kinderreichtum in der Familie sowie beengte und ungünstige Wohnverhältnisse zeigen statistisch negative Effekte.
Die Familien Betroffener sind häufig durch wenige gemeinsame Aktionen gekennzeichnet. Die Vermittlung von adäquatem Umgang mit Alltagsbelastungen fehlt genau so wie die Vermittlung eindeutiger Regeln. Auffällig ist, dass die Erziehungspersonen selten über den Aufenthalt ihrer Kinder informiert sind. Die ungenügende Kommunikation weckt bei den Kindern keine Erwartung, dass die Eltern überhaupt von dem Fehlverhalten ihrer Kinder erfahren.
Durch diese ungünstigen Einflüsse kommt es beim Kind zu Störungen in der Entwicklung von Selbst und Selbstwert. Mögliche Einflussfaktoren sind auch Leistungsmisserfolge in der Schule (hier kann auch eine Teilleistungsschwäche, Sprachentwicklungsstörung verantwortlich sein). Das negative Selbstbild des Kindes sowie negative Zukunftserwartungen und multiple Abwehrmechanismen verzerren die soziale Wahrnehmung. Adoleszentes Risikoverhalten kann auftreten und sich stabilisieren. Die Entwicklungsaufgaben können nicht mehr bewältigt werden. Schließlich kann sich der Jugendliche nur noch devianten Gruppen anschließen, die sich bewusst nicht normkonform benehmen.
Bei Kindern und Jugendlichen zeigt sich eine relativ geringe Beteiligung von genetischen Faktoren bei der Störung des Sozialverhaltens. Allerdings gibt es Hinweise, dass mildere Formen von immer wieder auftretendem delinquenten Verhalten stärker genetischen Einflüssen zuzuschreiben sind als schwere Einzeltaten. Bei Erwachsenen konnte ebenfalls eine weitaus größere Beteiligung genetischer Faktoren belegt werden. Die Korrelationen mit hyperkinetischen Störungen weisen ebenfalls auf eine maßgebliche Beteiligung von genetischen Einflüssen hin.

## Verlaufsformen
Die Prognose bei den Störungen des Sozialverhaltens sind unterschiedlich. Etwa die Hälfte der Betroffenen erfüllen im Erwachsenenalter die Kriterien einer dissozialen Persönlichkeitsstörung. Häufig beginnen antisoziales und aggressives Verhalten bereits in der Kindheit. Dennoch weisen rund die Hälfte der Betroffenen nach ein bis vier Jahren nicht mehr alle nötigen Symptome auf, um die Diagnose zu rechtfertigen. Trotzdem wurden bei den meisten Untersuchten weiterhin Problemverhalten beobachtet. Insgesamt ist der Verlauf einer Störung des Sozialverhaltens also sehr häufig ungünstig.
Möglicherweise gibt es bei der Störung des Sozialverhaltens zwei verschiedene Verlaufsformen. Eine, bei der die Verhaltensauffälligkeiten bereits im Alter von drei Jahren beginnen und mit schweren Gesetzesüberschreitungen im Erwachsenenalter weiterbestehen. Bei der anderen Verlaufsform beschränken sich die Auffälligkeiten auf die Adoleszenz.
So muss man bei einem Beginn vor dem 10. Lebensjahr von einem eher ungünstigen chronischen Verlauf zur dissozialen Persönlichkeitsstörung ausgehen. Bei einem Beginn nach dem 10. Lebensjahr ist die Prognose günstiger.
Die Behandlungsmöglichkeiten sind vielfältig. Die Interventionen richten sich nach der Schwere der Störung, und den Möglichkeiten, sie zu behandeln. Ebenso spielt eine eventuell diagnostizierte komorbide Störung eine Rolle. So sollten in bestimmten Fällen verschiedene Störungsbilder gleichzeitig behandelt werden.

## Behandlung

### Ambulante Behandlung
Eine ambulante Behandlung setzt vor allem bei den Eltern an. So müssen die positiven elterlichen Qualitäten verstärkt werden. Training bezüglich der Entwicklung konsequenter positiver und negativer Konsequenzen, Überdenken zu harter, zu gewährender elterlicher Erziehungspraktiken. Auch negative und belastende Faktoren bei den Eltern müssen reduziert bzw. behandelt werden.
Das Kind oder der Jugendliche sollte von problematischen Peergruppen getrennt werden. Es sollte ihm geholfen werden, sich adäquate Peergruppen zu suchen. Auch Problemlösetraining, das Einbeziehen der Familienhilfe oder die Suche nach außerfamiliären Unterbringungsmöglichkeiten und die Suche nach einer geeigneten Schulform kann helfen.
Bei Jugendlichen kann eine multisystemische Behandlung mit Ansätzen der Betroffenen, den Familienbeziehungen, dem Schul- bzw. Arbeitsmilieu, der Peer-Group und dem Freizeitverhalten hilfreich sein. Auch berufsvorbereitende Maßnahmen, die Kooperation mit den Jugendgerichten, der Jugendgerichtshilfe sowie der Bewährungshilfe ist nützlich.

### Teilstationäre Unterbringung
Es muss ein hilfreiches therapeutisches Milieu bestehen, falls die Gruppe nicht überwiegend aus dissozialen Kindern/Jugendlichen zusammengesetzt ist. Auch muss Verhaltensmodifikation in der Gruppe möglich sein. Notwendige Elterntrainings lassen sich bei einer teilstationären Unterbringung leichter durchsetzen.
Das angebotene Schulprogramm kann helfen, schulische Schwierigkeiten aufzuholen und eine Förderung bei Teilleistungsschwächen bieten, wenn es ausreichend verhaltenstherapeutisch strukturiert ist.
Ein Problemlösetraining ist in diesen Kontext leichter einzubauen und die Steigerung sozialer Kompetenz leichter durchführbar.
Psychiatrische Begleitstörungen können systematischer behandelt werden, sofern die Eltern zustimmen. Im Übrigen gleicht das Vorgehen dem bei ambulanter Behandlung.

### Stationäre Behandlung
Ist ähnlich dem der teilstationären Behandlung. Hier sollte eine schrittweise Rückführung in die Familie begonnen werden.

### Pharmakologische Behandlung
Eine ursächliche Behandlung des Störungsbildes ist nicht möglich. Vielmehr ist es üblich, einzelne Symptome wie Unruhe und Aggressivität symptomatisch zu behandeln. In der Regel finden niederpotente Neuroleptika wie z. B. Pipamperon oder Melperon Anwendung.
Grundsätzlich soll eine Psychopharmakotherapie in einen Gesamtbehandlungsplan integriert sein, der auch psycho- und soziotherapeutische Maßnahmen beinhaltet.

### Jugendhilfemaßnahmen
Die Möglichkeiten der Jugendhilfe nach dem Kinder- und Jugendhilfegesetz (KJHG) sind vor allem die Familienhilfe und die Erziehungsbeistandschaft. Auch die Unterbringung kann durch die Jugendhilfe erfolgen. Hier ist vor allem an ein Kinderheim, eine Intensivwohngruppe oder eine Sozialpädagogische Lebensgemeinschaft (SpLG) zu denken. Klassische Dauerpflegefamilien, die nach §33 SGBVIII tätig sind, sind für diese Arbeit auszuschließen. Als Gründe hierfür sind vor allem der mangelnde fachliche Hintergrund zu nennen.
Häufig wird auch bei einer Störung des Sozialverhaltens Hilfen zur Erziehung für die betroffenen Kinder und Jugendlichen eingesetzt. Vor allem eine Intensive sozialpädagogische Einzelbetreuung, welche Elemente der Einzelfallhilfe und der Erlebnispädagogik verbindet, wird hier für als Hilfe für Jugendliche eingesetzt.